# Whilce Portacio
Whilce Portacio (ur. 8 lipca 1963 w Sangley Point) – amerykański rysownik komiksów filipińskiego pochodzenia. 
Współtwórca (wraz z Brandonem Choi) supergrupy WetWorks. Rysował m.in. komiksy z serii: Iron Man Vol. 2, Longshot, The Punisher Vol. 2, Stormwatch: Team Achilles, Uncanny X-Men, X-Factor, X-Force.

## Polska bibliografia

### Albumy i wydania zbiorcze
- 1998 - Iron Man (TM-Semic, jako Mega Marvel #19)
- 2018 - Hulk: Rozdarty (numery #2, 4-7) (Hachette, jako 134 tom Wielkiej Kolekcji Komiksów Marvela)
- 2020 - Conan Barbarzyńca. Życie i śmierć Conana #1 (ilustracja) (Egmont)

### Serie zeszytowe
- 1990 - Punisher #1 (1/1991): Super wzrok (TM-Semic)
- 1990 - Punisher #2 (2/1990): Szachy (TM-Semic)
- 1990 - Punisher #3 (3/1990): Poświęcenie (TM-Semic)
- 1990 - Punisher #4 (4/1990): Socjologia (TM-Semic)
- 1990 - Punisher #5 (5/1990): Upadek ważniaka (TM-Semic)
- 1990 - Punisher #6 (6/1990): Eskalacja (TM-Semic)
- 1991 - Punisher #7 (1/1991): Komputerowa wojna (TM-Semic)
- 1991 - Punisher #8 (2/1991): Odwrót (TM-Semic)
- 1993 - X-Men #10 (6/1993): Pojedynek (tusz) (TM-Semic)
- 1994 - X-Men #16 (6/1994): Rodroża (TM-Semic)
- 1994 - X-Men #19 (9/1994): Koniec gry cz.1: Zabójcze oddziaływania; Bohaterski wyczyn (TM-Semic)
- 1994 - X-Men #20 (10/1994): Koniec gry cz.3; Finał (TM-Semic)
- 1994 - X-Men #22 (12/1994): Zjednoczeni w walce (TM-Semic)
- 1995 - X-Men #27 (5/1995): Nowy upstart; Zemsta (TM-Semic)
- 1995 - X-Men #28 (6/1995): Przejście Bishopa; Droga w pustkę (TM-Semic)
- 1995 - X-Men #29 (7/1995): W dół króliczej nory; Trudna decyzja (TM-Semic)
- 1995 - X-Men #33 (11/1995): Kłopoty; Rozdarci (TM-Semic)

Źródło: